# 信用取引
信用取引（しんようとりひき）とは、金融用語の一つで、株取引において、現金や金融商品を委託保証金（いたくほしょうきん、英: margin）と呼ばれる担保として差し入れて、証券会社より借り入れて株の売買を行う投資制度。英語読みのまま、マージンとも呼ばれる。日本ではアメリカ合衆国の証拠金取引（マージン取引、英: margin trading）をベースに、1951年に創設された。現物取引と対比して使われることが多い。
デリバティブ取引の担保は、英語では保証金と同じくマージンと呼ぶが、日本語では区別し、証拠金（英: margin）と呼ぶ。
本項では主に日本における制度を取り扱い、日本以外における制度は主に証拠金取引で取り扱う。

## 概要
信用取引は日本の金融商品取引法第156条の24において、「金融商品取引業者が顧客に信用を供与して行う有価証券の売買その他の取引」と定義される。信用供与にあたり、金融商品取引業者は顧客から委託保証金と呼ばれる担保を徴収する。信用取引に係る有価証券の時価が下落した場合、委託保証金の残額はその下落分低下し、その結果委託保証金率が委託保証金の維持率を下回った場合は追加保証金、略して追証（おいしょう）を差し入れる義務がある。
現物取引と違い、資金以上の取引が可能であり、いわゆるレバレッジ効果が生じる。また現物取引ではできない戦略として、信用売りを行うことで、株価下落の場合に利益を発生させることができる。一方でレバレッジ効果により取引資金以上の損失が生じることもあり、信用売り（空売り）の場合は一部規制を受ける。
先物取引とはリスクヘッジまたはスペキュレーション（投機）目的に適する点で共通し、取引形態（信用取引が現物取引と同じ市場で執行され、先物取引が現物取引とは別の市場で行われる）で異なる。

## 仕組みの概要

### 信用取引の定義
信用取引は日本の金融商品取引法第156条の24において、「金融商品取引業者が顧客に信用を供与して行う有価証券の売買その他の取引」と定義される。すなわち、顧客（投資家）が株式取引を信用取引として注文するとき、金融商品取引業者が買付代金（買い注文の場合）または売付有価証券（売り注文の場合）を顧客に貸し付ける。ただし、この信用供与は顧客と金融商品取引業者の間で行われ、金融商品取引所ではあくまでも現物取引の注文となる。
信用取引を利用した買い注文は「信用買い」、売り注文は「信用売り」または「空売り」と呼称される。信用買いは「カラ買い」（カラがい）とも呼ばれるが、一般的な呼称は「信用買い」である。

### 取引できる商品
法律上、信用取引は「有価証券の売買その他の取引」とされ、株式、債券などの種類、銘柄の制限は設けられていない。ただし、「信用取引」という語は一般的には株式の売買を指し、株式以外で実際に信用取引ができる有価証券にはREIT、上場投資信託(ETF)などが挙げられる。

### 委託保証金と追加保証金
金融商品取引所で取引が成立した場合、金融商品取引業者による信用供与にあたり、顧客はそれに見合う担保を差し入れる必要がある。この担保とは本担保と委託保証金の2つである。本担保は取引成立で得られる買付株式（買い注文の場合）または売却代金（売り注文の場合）を指し、これらは顧客が受け取らず、金融商品取引業者に担保として留め置かれる。有価証券の価格変動により取引に損失が生じ、本担保だけでは担保が不足する可能性があるため、顧客は取引成立にあたり一定の金額を委託保証金として金融商品取引業者に差し入れる必要がある。この金額と保証金に当てられる品物（現金、有価証券）は法律で規定されている。
委託保証金の価値は信用取引にかかわる有価証券の価格変動、反対売買により確定した損益、各種手数料により変動し、その現在価値は下記のように計算される。
- 委託保証金の現在高 = 預託されていた委託保証金の価値 - 有価証券の価格変動による損失額 - 反対売買により確定した損益 - 各種手数料
- 預託されていた委託保証金が代用有価証券（すなわち、現金以外）の場合、時価の変動によって価値が変動する[17]。

上記の計算により、委託保証金の現在高が委託保証金の維持率未満になった場合、顧客は保証金が維持率以上になるよう追加保証金、略して追証（おいしょう、英: margin call）を差し入れる義務がある。維持率は委託保証金が未決済勘定の約定価額（約定値段×株数）の割合を指し、日本では証券取引所の受託契約準則により20%と規定されるが、金融商品取引業者がそれ以上の維持率を定めることもできる。追証を差し入れなかった場合、金融商品取引業者は追証が生じる原因となった取引を顧客の計算で決済できる。

### 決済
信用取引における決済は、金融商品取引業者が貸し付けた買付代金または売付有価証券の返済を指す。決済の手段は反対売買と受渡決済（信用買いの場合は現引き、信用売りの場合は現渡し）の2種類がある。
現引き、現渡しの場合、顧客は買付代金または売付有価証券を金融商品取引業者に渡し、本担保（取引成立で得られる買付株式または売却代金）を引き取る。信用買いの反対売買において、顧客は本担保の買付株式を転売し、得られた代金で買付代金を返済する。信用売りの反対売買において、顧客は本担保の売却代金で有価証券を買付け、これをもって売付有価証券を返済する。反対売買で代金の差額が生じた場合、それが顧客の損益額となる。

### 制度信用取引と一般信用取引
日本では1998年12月の金融商品取引法改正により既存の制度が「制度信用取引」に移行し、「一般信用取引」が新設された。制度信用取引は金融商品取引所の規則に基づき行われ、返済期限の上限、取引できる銘柄などが制限されており、一般信用取引はこれらが顧客と金融商品取引業者の合意により定められる。詳しくは#日本における制度の詳細の節を参照。

## 現物取引との違い
現物取引と違い、資金以上の取引が可能であり、いわゆるレバレッジ効果が生じる。たとえば、委託保証金率が3割の場合、30万円の委託保証金で約3.3倍となる約定価額100万円まで取引できる。100万円の信用買いにおいて、株価が10%上昇した場合、委託保証金に対する利益率が100万円×10%÷30万円≈33%となる。
その反面、現物取引にないリスクとして取引資金以上の損失が生じることもある。
信用供与が行われるという特徴により、信用供与に伴うコスト（金利、信用取引貸株料、品貸料）が生じる。
現物取引ではできない戦略として、信用売り（空売り）を行うことで、株価下落の場合に利益を発生させることができる。ただし、株価に上限がないため信用売りでは最大損失が無制限であり、さらに規制面でも空売り規制を受け、日本では日本証券金融による貸株申込み制限措置が行われる場合もある。

## 先物取引との違い
現物の受渡しを原則とする現物取引と違い、信用取引と先物取引では反対売買による差金決済ができる。そのため、信用取引と先物取引はリスクヘッジまたはスペキュレーション（投機）を目的とし、現物の受渡しが二次的である場合に適した取引形態である。
一方で取引形態において、信用取引は顧客と金融商品取引業者の間の貸借関係を除き、現物取引と同様に普通取引として執行され、先物取引は現物取引とは別の市場で行われる。そのため、現物市場では実需給と仮需給が混合され、信用取引の売建玉と買建玉が一致するとは限らないが、先物市場は仮需給のみの市場であり、売建玉と買建玉は必ず一致する。

## 信用取引残高
東京証券取引所では「日々公表銘柄」に指定された銘柄など一部の銘柄について、信用取引残高（信用取引の未決済株数と金額）を毎日公表している。このほか、全銘柄合算の信用取引現在高を毎週公表しており、日本経済新聞社はこれを用いて計算した評価損益率（信用取引の買残高に対する評価損益の割合）を日本経済新聞で公表している。
信用取引の買残高と売残高、および買残高を売残高で割った比率である信用取組倍率から相場の方向性を予想する戦略が存在する。

## 信用二階建て
現物で株式を買い、それを委託保証金として差し入れて、同株式を信用取引で買うことを信用二階建て、または二階建取引と言う。信用二階建てでは株価が下がった場合、現物株の担保価値と信用取引分の価値が同時に下がる。

## 日本における制度の詳細
本節は#仕組みの概要の節で説明されなかった、日本の信用取引の詳細を述べる。

### 信用取引口座の開設
顧客が金融商品取引業者に対し、信用取引口座を開設する意思を示した場合、金融商品取引業者は契約締結前交付書面を顧客に交付し、自社の信用取引開始基準を満たすかどうかの審査を行う。顧客が金融商品取引業者の役員、従業員の場合は信用取引の利用が禁止される。基準を満たす場合、顧客は金融商品取引業者に信用取引口座設定約諾書を差し入れ、私設取引システム(PTS)での信用取引を行う場合はさらにPTS信用取引に係る合意書を差し入れる。

### 信用取引の注文
信用取引口座が開設されると、顧客は売買注文に信用取引であること、使用する取引の種類（制度信用取引または一般信用取引）を明示して、金融商品取引業者に委託できるようになる。信用取引であると明示されていない場合、信用取引口座であっても信用取引にならず、現物取引の注文となる。

### 取引できる銘柄
日本取引所グループでは新株予約権証券などの信用取引を禁止しており、取引できる銘柄は日本・外国株式にかかわらず日本国内の証券取引所の上場株券に限られる。ただし、株式以外にもJ-REIT、一部の上場投資信託(ETF)が取引できる。一般信用取引は金融商品取引業者の取り決めを除き、原則として全上場銘柄が対象となるが、制度信用取引ではさらに証券取引所が選定した制度信用銘柄に限られ、うち貸借銘柄に選定された銘柄のみ証券金融会社から貸株（すなわち、信用取引による売付けの利用）ができる。制度信用銘柄で貸借銘柄に選定されていないものは、証券金融会社からの融資（すなわち、信用取引の買付けの利用）のみ利用できる。
東京証券取引所市場第一部（2022年まで）およびプライム市場（2022年以降）は1998年から2023年時点まで一貫して99%以上の上場会社が制度信用銘柄に指定されており、2013年以降は市場第二部、マザーズ、JASDAQ（2022年まで）とスタンダード、グロース市場（2022年以降）においても99%以上の上場会社が指定されている。貸借銘柄については市場第一部では8割台、プライム市場（2022年から2023年時点まで）では9割台で推移し、スタンダード、グロース市場（2022年から2023年時点まで）では5割未満になっている。

### 委託保証金
信用取引が成立すると、成立の日から起算して3営業日目の正午までの金融商品取引業者が指定した日時を期限として、金融商品取引業者は顧客から委託保証金と呼ばれる担保を徴収する。この時点で徴収する委託保証金の金額は保証金に関する内閣府令第2条の1により、信用取引に係る有価証券の時価の30%と規定されるが、30万円未満の場合は30万円となる。これは資本の少ない顧客による信用取引利用を抑制するための既定である。ただし、「30%と30万円の高い方」は法令上の規定であり、金融商品取引業者がそれ以上の金額を定めることもできる。
委託保証金の通貨は証券取引所の受託契約準則により円またはアメリカ合衆国ドルと規定され、米ドルの場合は円に換算した価格の95%が委託保証金の金額となる。
委託保証金は現金、または株式や国債などの有価証券（代用有価証券）を充てることができ、代用有価証券は種類によって異なる現金換算率で現金に換算される。
すでに既存の受入保証金があり、余剰が生じている場合、実務上は余剰保証金を新規取引の委託保証金に充当できる。

### 追加保証金
信用買いにおいて、信用取引に係る有価証券の時価が下落した場合、委託保証金の残額はその下落分低下する。これにより委託保証金の残額が委託保証金の維持率未満になった場合、顧客は委託保証金と同様に定められる期限までに、保証金が維持率以上になるよう追加保証金を差し入れる義務がある。維持率は証券取引所の受託契約準則では20%とされるが、金融商品取引業者がそれ以上の維持率を定めることもできる。追証を差し入れなかった場合、金融商品取引業者は顧客の計算で取引を行い、追証が生じる原因となった取引を決済できる。
「追証」という略語に関しては、デリバティブ取引の追加証拠金も同様の略語となる。

### 信用取引の費用
信用取引の費用には委託手数料、管理費、代金にかかる金利（信用買いの場合は支払い、信用売りの場合は受け取る）、信用取引貸株料（信用売りの場合）、品貸料（信用売りの場合）、配当落調整額（信用買いの場合は受け取り、信用売りの場合は支払う）がある。
信用買いの場合、顧客は金融商品取引業者から融資を受けて（資金を借りて）有価証券を購入する。融資は信用取引が成立した日から起算して3営業日目に行われ、その金額は信用取引に係る有価証券の時価（約定代金）となる。この融資には金利（日歩とも）がかかり、顧客と金融商品取引業者の合意で決定される。金利は買い方の借入の金利は受渡日ベースでの両端入れ計算となる。このときに購入した有価証券は担保として、金融商品取引業者が保有する。
信用売りの場合、顧客は金融商品取引業者から有価証券を借りて、その有価証券を売る。有価証券を借りるとき、顧客は信用取引貸株料を支払う。信用取引貸株料は受渡日ベースでの両端入れ計算となる。売却代金は担保として、金融商品取引業者が保有し、その売却代金にかかる金利は金融商品取引業者から顧客に支払われ、金利は二者の合意で決定される。
信用売りにおいて、借り入れようとする有価証券の調達にコストがかかるときがあり、この場合には品貸料（逆日歩（ぎゃくひぶ）とも）を支払う。品貸料は受渡日ベースで初日不算入の片端入れの計算となる。品貸料は有価証券の調達先に支払われ、その有価証券の信用買い取引を行っている顧客が調達先になった場合には品貸料を受け取れる。
信用取引が決済されるまでに配当、株式分割、新株予約権付与など有価証券に関する権利変動がある場合、その権利から税金を引いた金額が信用売りの顧客から徴収され、信用買いの顧客から支払われる。この費用は配当落調整額（配当の場合）または権利処理価額（株式分割、新株予約権付与の場合）と呼ばれる。費用が支払われるのは、信用供与がない場合、有価証券の所有者がこれらの権利を有するためであり、費用の支払により、権利変動から生じる有価証券価格の下落が補填されることとなる。
信用取引成立の日から起算して、1か月以上経過してから決済する場合、管理費（信用取引管理費、事務管理費とも）が発生する。1か月経過するまでに決済した場合は発生しない。管理費は1か月100円から1000円までの範囲に定められ、消費税がかかる。
このほか、取引の委託に手数料がかかり、手数料にはさらに消費税がかかる。信用買いをしている場合で、決算期末や増資の割当日などを越えて建玉を保持している場合は、1単元あたり50円（税別）の名義書換料が発生する。

### 信用取引の決済
信用取引の決済は制度信用取引に関しては6か月の期限があり、一般信用取引に関しては顧客と金融商品取引業者の合意で決定される。
決済の手段は反対売買と受渡決済（信用買いの場合は現引き、信用売りの場合は現渡し）の2種類がある。反対売買では信用取引の注文と逆方向の売買（信用買いの場合は証券の転売、信用売りの場合は証券の買戻し）を行うことで、両方の代金の差額を受払いする（差金決済）。現引きでは顧客が現金を金融商品取引業者に渡して証券を受け取り、現渡しでは顧客が証券を金融商品取引業者に渡して現金を受け取る。金利、信用取引貸株料、品貸料といった費用の受払いも行われる。

### 信用取引における課税
信用取引における課税は決済手段によって異なる。反対売買の場合、申告分離課税が適用される。現渡しの場合、現物証券の売却と同様に差益が課税対象となり、申告分離課税が適用される。現引きの場合、決済時点では有価証券を購入したにすぎず、課税されない。後に証券を売却したときに課税される。

## 私設取引システムの信用取引
以前は日本の私設取引システム（PTS）市場で信用取引を行うことはできなかった。しかし、金融庁が「金融商品取引業者等向けの総合的な監督指針」を改正し、2019年8月からPTSでの信用取引が解禁された。PTSを運営する金融商品取引業者が信用取引を取扱う場合は、「利益相反防止措置」と「自主規制措置」を講じなければならない。
- 利益相反防止措置：当該金融商品取引業者やそのグループ会社が実質的な資金・株券の提供者とならないようにすること[52]。
- 自主規制措置：金融商品取引所の自主規制機能と同等の措置を講じること[52]。

2022年6月には、SBIグループのジャパンネクスト証券（JNX）、Cboeグローバル・マーケッツ傘下のCboeジャパンに続く第3のPTS運営会社として、SBI系の大阪デジタルエクスチェンジ（ODX）が株式PTS事業に新規参入した。
PTSにかかる規制緩和が行われ、日本証券クリアリング機構（JSCC）における清算解禁により、取引後の決済が取引所と全く同じになったことや、信用取引がPTSでも可能になったことで、PTSの市場シェア増加につながっている。取引所取引に対するPTS取引の割合（売買代金ベース）の推移を見ると、信用取引の解禁前はJNX・Cboeジャパン・ODXの3社合計で5%程度だったが、2022年8月末時点では13.2%まで増えてきている。

## 日本以外の株式証拠金取引

### アメリカ
アメリカの取引所では信用取引にあたる制度として証拠金取引（margin transaction）がある。証拠金取引を行うには証拠金口座（margin account、マージン口座とも）を開設する必要がある。
日本における信用取引と違い、信用供与の金額は買付代金と証拠金の差額となる。一般的な証拠金口座には連邦準備制度理事会(FRB)のT規則に基づく規制が適用され、信用供与の金額の上限が買付代金の50%となる。維持率は証拠金買付の場合が25%、空売りの場合が30%となる。証拠金が維持率未満になった場合、投資者は追加の証拠金を差し入れるか、建玉を解消する必要がある。
一定の条件を満たす場合、T規則の代わりにポートフォリオ・マージンを適用することができる。ポートフォリオ・マージンでは関連証券（一例としては特定の銘柄の株式とその銘柄を原資産とするオプション）のポジションをまとめたうえで、特定のシナリオにおけるポジション全体の純損失を計算し、その結果により維持率を決定する。
アメリカの証拠金取引では一般的に決済期限がなく、決済は反対売買または現引き、現渡しで行われる。

### アメリカ以外
香港では証券先物委員会による規制に基づき、証券担保ローンを資本で除した比率（すなわち、レバレッジ）が5以下と規定されている。
中国では2010年3月より信用取引業務が開始された。この信用取引業務は口座開設2年以上、資産50万人民元以上、レバレッジ4倍以下という条件付きである。2014年から2015年にかけてはその枠外には「場外配資」という融資会社が提供する信用取引が広まった。融資会社が証券会社で口座を開設し、証券会社に知られることなく融資会社が顧客の子口座を作り、そこで資金融資のみ（すなわち、信用買いのみ）の信用取引サービスを提供する。場外配資は公式の信用取引サービスの枠外にあり、一般的には融資金利が年間20%前後で、含み損が委託保証金の7から8割まで拡大すると融資会社が強制的に損切りをする。これにより融資会社が貸出金と利息を必ず回収する仕組みである。
韓国取引所では1971年に信用取引が導入され、証券会社を除く第1部上場銘柄の信用取引が許可されていた。1996年9月に第2部上場銘柄に拡大、2002年4月にはKOSDAQ銘柄にも信用取引が許可された。
台湾証券取引所では信用取引が導入されており、2024年2月24日時点で信用買いにおける融資比率（信用取引に係る約定金額のうち、信用供与が占める比率）の上限が60%であり、信用売りにおける保証金率の下限（保証金維持率に相当）が90%である。融資、貸株の金額自体は規制されておらず、金融機関と顧客の合意により上限が決定される。決済期限は6か月に定められているが、金融機関は顧客への審査を経て決済期限を1年、さらに1年6か月に延長できる。
タイ王国では1975年4月にタイ証券取引所が設立され、同月のうちに信用取引が導入された。1975年導入時点では当初保証金率のみ25%に規制されており、1993年10月1日より保証金維持率の規制が導入された。1987年以降は保証金率が頻繁に調整され、1987年から1995年までで25回変更された。
バングラデシュでは証券取引所の取引参加者と株式ブローカーが顧客に信用供与することが長らく禁じられていたが、非公式には行われていた。1999年4月28日、バングラデシュ証券取引委員会は書面による信用取引口座開設のうえ、証券取引所の取引参加者による顧客への信用供与を許可し、保証金維持率を33.33%に定めた。以降保証金維持率が頻繁に調整され、2004年から2011年までで14回変更された（うち2010年に7回）。2011年時点の保証金維持率は33.33%である。

## 沿革

### 戦後の制度創設
第二次世界大戦前の日本において、株式の取引は「清算取引」と呼ばれる先物取引を中心に発展した。戦後に証券取引所再開の動きがあり、1948年に証券取引法が公布され、1949年5月以降に東京証券取引所などが設立された。証券取引所の再開直前、連合国軍最高司令官総司令部(GHQ)は証券取引委員会に「証券取引三原則」の厳守を命じ、そのうちの1つに「先物取引の禁止」があった。設立された証券取引所も三原則の厳守を誓約したため、当初は現物取引のみ再開された。証券業界では仮需給の導入を目指すべく清算取引復活の意見が根強かったものの、GHQと東京証券取引所の首脳は清算取引の復活に否定的であり、代わりに1951年6月1日にアメリカ合衆国の証拠金取引（マージン取引）をベースに信用取引制度を創設した。
1951年に創設された信用取引制度ではアメリカと違い、証券金融会社を通じた信用供与が行われ、1955年の証券取引法改正で証券金融会社が免許制となった。また1951年時点では信用供与率が規制されていたところを1953年の大蔵省令で保証金率の規制に変更した。清算取引を求める声はなおも根強く、1955年には最高潮に達したが、大蔵省は反対を続け、神武景気に伴う株価回復で清算取引復活運動は立ち消えた。1958年から1959年にかけては投機を抑える政策として信用取引規制が実施された。

### バブル崩壊
1990年初のバブル崩壊において、東京証券取引所などは株式相場下落に伴い、委託保証金率と委託保証金代用有価証券の掛目の変更を利用した規制強化と規制緩和を繰り返した。
このころには個人投資家の投資減少に伴う信用取引の利用低下がみられ、東京証券取引所は信用取引制度を見直すようになり、1991年9月に「信用取引制度の弁済期限複数制の実施について」を発表し、10月1日に施行され、それまで弁済期限が6か月のみだったところ3か月の弁済期限が新設された。同年12月16日には第2部上場の銘柄も信用取引の対象銘柄とした。

### 金融ビッグバン以降
1997年10月27日に信用取引が店頭市場に導入された。1998年12月1日、既存の信用取引制度が制度信用取引に改名され、新たに一般信用取引が導入された。
2002年2月26日に金融庁より公表された「空売り規制の遵守状況に関する総点検結果等を踏まえた対応について」を受け、「貸借取引貸株料」が創設された。これにより、証券会社が証券金融会社から株券を借りてきて顧客に貸し付ける場合、証券金融会社は証券会社から貸借取引貸株料（貸し付ける株券等の価額に対して一定率を乗じた額）を日々徴収する。株券等の貸付けを受けた証券会社から徴収した品貸料は、当該株券等の買付代金の融資を受けた証券会社に支払われるが、貸借取引貸株料は融資を受けた証券会社に支払われることはない。この制度は、2002年5月7日約定分から実施されている。
2013年1月1日より信用取引の規制緩和に伴い、委託保証金が受渡日までに売買で再利用できなかったところが、同一の担保で1日に何度でも売買できるようになった。
2019年7月16日にPTS信用取引が新設され、2022年7月1日より外国株式の信用取引が解禁された。